# NK Lošinj
NK Lošinj je nogometni klub iz Malog Lošinja. Trenutačno se natječe u 1. županijskoj nogometnoj ligi.

## Povijest
Početci nogometa na Lošinju protežu se do Austro-Ugarskog doba, kad je grad bio važna luka u kontaktu s ostatkom svijeta, pa je i nogomet stigao na Lošinj mnogo ranije nego u ostatak Hrvatske. Prvi športski klubovi pokrenuti su prije Prvoga svjetskog rata, ali slaba povezanost sprječavala je razvitak jačeg nogometnog kluba. Između dvaju svjetskih ratova postojala su dva gradska kluba koja su svoje utakmice igrala u Srebrnoj uvali: Studenti, za koji su igrali učenici Pomorske škole (Istituto Nautico Nazario Sauro), te Dopolavoro, nogometni klub posjetitelja radničkih društvenih prostorija. U općini su bili aktivni i nogometni klub Neresine, te Ossero.
Nakon 1945. odlukom vlasti iz Beograda u Jugoslaviji se nakon 1945, gase svi športski klubovi, a umjesto njih se stvaraju široka fiskulturna društva. Lošinj je tada još bio u okupacijskoj zoni B pod vojnom upravom Jugoslavenske armije, postojeći klubovi nisu ugašeni nego su lokalni igrači jednostavno nastavili igrati u klubovima s novim nazivima. Pri kraju rata autohtona populacija stvara momčadi po mjestima i kvartovima: Squero, Prico, Lussinpiccolo, Lussingrande. Onda vlast službeno pokreće fiskulturna društva u kojima nastavljaju igrati igrači prijašnjih klubova: Omladina, Radnici i Mar-Bar, odnosno kasnije Jadran i Brodograditelj, a u gradu je igrao i klub Garnizona JNA. U jesen 1952. godine Jadran i Brodograditelj ujedinjavaju se u reprezentaciju grada pod imenom Sportsko Društvo Lošinj. Godine 1962. odigrano je prvo i jedino prvenstvo Kvarnerskih otoka koje je osvojio upravo SK Lošinj, što je zapamćeno kao najveći uspjeh u povijesti kluba. Od 1963. na Lošinju često zimuju poznati klubovi u potrazi za dobrim uvjetima treninga, a najčešći gosti su NK Rijeka i zagrebački Dinamo.
Na temeljima SD-a Lošinj 1976. godine ustrojen je moderni Nometni Klub Lošinj. Tada je za predsjednika izabran je P. Stojanović, a trener-igrač je bio Petar Fekter. Klub se pet godina natjecao u područnoj ligi, a potom u Primorsko-goranskoj zonskoj ligi. Nakon 1991. natječe se u I. odnosno II. županijskoj ligi. Najpoznatiji lošinjski nogometaš svih vremena je bio Tullio Duimovich koji je nastupao za Grion iz Pule, odakle je prešao u Fiorentinu. Lošinj je od 1978. do 1985. bio domaćin jednoj skupini Kvarnerske rivijere, a 1980. i završnici Omladinskoga kupa Hrvatske.

## Igralište
u početcima su Lošinjski klubovi igrali na istoimenom igralištu kod Srebrne Uvale. Novo moderno igralište izgrađeno je 1953., a 20. siječnja 1974. otvoreno je današnje igralište u autokampu Čikat.